# Arthur Jessel
Arthur John Jessel, född 13 januari 1878 i Buffalo, New York, död 1 november 1969 i Milwaukee, Wisconsin, var en amerikansk tandläkare som under ett tjugotal år var verksam i Sverige, bland annat som hovtandläkare.
Jessel blev student vid Buffalo High School 1896, var elev vid Dental Department vid University at Buffalo 1896–99, blev Doctor of Dental Surgery 1899, New York State Board Examination samma år och var assistant demonstrator vid Dental Department vid University at Buffalo 1898–99. Han blev assistent hos hovtandläkaren Elof Förberg i Stockholm 1899, elev vid Tandläkareinstitutet 1901, avlade tandläkarkandidatexamen samma år och tandläkarexamen 1902. Han var praktiserande tandläkare i Stockholm från 1899 och blev hovtandläkare där 1910.
Jessel återvände 1922 med sin familj till USA, där han undervisade vid tandläkarskolan vid Marquette University, Milwaukee, Wisconsin. Han dog i Wauwatosa, Wisconsin, en förstad till Milwaukee.

## Utmärkelser
- Konung Gustaf V:s jubileumsminnestecken med anledning av 70-årsdagen, 1948.[6]
- Riddare av Nordstjärneorden, 1922.[7]
- Riddare av första klassen av Vasaorden, 1916.[8]